# Папажани
Папажани су насељено мјесто на подручју града Лакташи, Република Српска, БиХ. Према попису становништва из 1991. у насељу је живјело 469 становника.

## Становништво
| Демографија | Демографија | Демографија |
| Година      | Становника  | Становника  |
| ----------- | ----------- | ----------- |
| 1961.       | 578         |             |
| 1971.       | 522         |             |
| 1981.       | 464         |             |
| 1991.       | 469         |             |